# Erich R. Andersen
Erich Reinhard Andersen (* 30. Oktober 1937 in Westerland; † 16. März 2025 in Heide) war ein deutscher Schriftsteller und Hörspielautor, der Werke in Hochdeutsch und Plattdeutsch verfasste.

## Leben
Erich R. Andersen wuchs auf Sylt auf. Nach der Mittleren Reife ging er für 3 Monate auf den Priwall (Lübeck-Travemünde) zur Schiffsjunge-Ausbildung und fuhr von Frühjahr 1954 bis Herbst 1959 weltweit zur See. Danach folgte eine zweite Lehre zum Radio- und Fernsehtechniker. Er war beteiligt an der Ausrüstung der Hamburger Hochbahnhöfe mit Fernseh-Überwachungsanlagen, nahm eine leitende Tätigkeit bei Litton Industries in Hamburg und Freiburg/Br. (Trägheitsnavigationssystem LN 3 für den Starfighter) wahr und war bis zur Pensionierung im Jahr 1996 Leiter der Elektronik- und technischen Software-Entwicklung bei Philips Deutschland (Beyschlag GmbH, Westerland und Heide/Holstein).
Andersen veröffentlichte seit 1975 über diverse Verlage Lyrik, niederdeutsche Theater- und Hörspiele, Kurzprosa in Anthologien und Zeitschriften, standardsprachliche Sachbücher und einen Roman, ferner drei Filmdokumente, die mehrfach vor Fachpublikum und in Filmtheatern gezeigt wurden. Viele workshops und Seminarwochen schulten seine Fähigkeiten zum literarischen Schreiben: Schriftstellerisch bekannt wurde er erstmals 1983 durch den niederdeutschen Einakter De Weeg un de Sarg (Die Wiege und der Sarg). Er leitete zudem Prosa-Schreibwerkstätten, Workshops für Hörspiel-Autoren im norddeutschen Raum und gab Lesungen im NDR und vor interessiertem Publikum.
Erich R. Andersen lebte mit seiner Ehefrau in Heide/Holstein. Er war verheiratet mit Inge geb. Voß, lebte im Ehestand mit Barbara geb. Ahlborn bis zu ihrem Tod im Frühjahr 2006 und zuvor mit Karin geb. Luckau. Er hinterließ eine Tochter, zwei Söhne und eine Enkeltochter.

## Veröffentlichungen
- Kein verschwendetes Jahr : Wege des Bruders ; Roman eines gesammelten Lebens, Berlin : Pro Business, 2014, ISBN 978-3-86386-800-0
- Leben an Bord auf allen Meeren, Berlin : Pro Business, 2004, ISBN 978-3-937343-47-1
- Pamir und Passat – die letzten deutschen Handelssegler, Berlin : Pro Business, 2007: ISBN 978-3-939533-53-5
- Volkshochschule im Dünensand, Berlin : Pro Business, 2009: ISBN 978-3-86805-396-8
- Op hoge See, op't siede Land, Berlin : Pro Business, 2012: ISBN 978-3-86386-138-4
- Kriegsjunge Hänners Kriegskindbilder, Berlin : Pro Business, 2016: ISBN 978-3-86460-419-5
- Sichtweiten – Konfrontationen, Berlin: Pro Business, 2018, ISBN 978-3-86460-884-1
- Nichts ist nur nicht – was sind die Konsequenzen, Nothing is just not – what are the consequences, Norderstedt, BoD, 2022, ISBN 978-3-7562-0721-3
- Immerzu bewegt sich was – BoD Norderstedt, 2023, ISBN 978-3-7578-1106-8
- Barbara mein Lebensglück, Berlin : Pro Business 2006
- Butenboords : Stück in drei Akten, Verden/Aller : Theaterverlag Mahnke, 1991
- Oh du mien Trinidad! : Komödie in drei Akten, Verden/Aller : Theaterverlag Mahnke, 2003,
- Internetwiehnachten : plattdeutscher Einakter, Verden/Aller : Theaterverlag Mahnke, 2000,
- Internetweihnachten : hochdeutscher Einakter, Verden/Aller : Theaterverlag Mahnke, 2015
- De Weeg und de Sarg : 'n Stück in een Törn, Heide : Westholsteinische Verlagsanstalt Boyens, 1983
- Nordseeinselkind : Gedichte, Pingel-Verlag, 1975
- Hörspiel: Sylter Arvschop : niederdeutsches Hörspiel von NDR und Radio Bremen
- zahlreich gesendete weitere niederdeutsche Hörspiele für Radio Bremen und den NDR

## Mitgliedschaften
- Niederdeutscher Ausschuss im SHHB, Kiel, 1982–2000
- Arbeitskreis niederdeutscher Autoren e.V., Verden/Aller, 1986–2010
- Bevensen-Tagung, Bad Bevensen, 1990–2014
- Quickborn-Vereinigung, Hamburg, 1988–2014
- Klaus-Groth-Gesellschaft, Heide, 2008
- Brahms-Gesellschaft, Heide, 2011

## Auszeichnungen
- 1. Preis „Theaterstück kleine Form“ (SHHB 1983)
- Anerkennungspreis Hörspiel (Freudenthal-Gesellschaft Soltau 1985)
- 3. Preis Hörspiel (Internationales Mundartarchiv „Ludwig Soumagne“, Neuß 1997)
- Niederdeutsche Hörspielauszeichnung (Hans-Henning-Holm-Preis Bad Bevensen 2002).

## Belege
1. ↑  Traueranzeige
2. ↑  Erich R. Andersen. In: Kürschners Deutscher Literatur-Kalender 2020/2021. Band I: A-O. Walter De Gruyter, 2020, ISBN 978-3-11-067985-4, S. 16.

| Personendaten    | Personendaten                                 |
| ---------------- | --------------------------------------------- |
| NAME             | Andersen, Erich R.                            |
| ALTERNATIVNAMEN  | Andersen, Erich Reinhard (vollständiger Name) |
| KURZBESCHREIBUNG | deutscher Schriftsteller und Hörspielautor    |
| GEBURTSDATUM     | 30. Oktober 1937                              |
| GEBURTSORT       | Westerland                                    |
| STERBEDATUM      | 16. März 2025                                 |
| STERBEORT        | Heide                                         |